# Улица Братьев Рябушинских
У́лица Бра́тьев Рябуши́нских — улица на юге Москвы в Даниловском районе Южного административного округа от проспекта Лихачёва до Трофимовской эстакады ТТК.

## Происхождение названия
Бывший Проектируемый проезд № 7020 получил новое название в августе 2018 года в честь российских предпринимателей братьев Рябушинских Сергея Павловича (1872—1936) и Степана Павловича (1874—1942), основателей «Завода АМО» (позже Завод имени Лихачёва), на бывшей территории которого расположена улица. Одновременно 10 улиц в районе бывшей промышленной зоны завода имени Лихачева («ЗИЛ») были названы именами знаменитых художников, работников ЗИЛа, его основателей и директора.

## Описание
Улица начинается от проспекта Лихачёва как продолжение улицы Лисицкого, проходит на северо-восток параллельно железной дороге Малого кольца МЖД у платформы «ЗИЛ». На улице находится северный вестибюль платформы. В конце поворачивает на север и выходит на Трофимовскую эстакаду ТТК в районе примыкания улицы Трофимова, а через Проектируемый проезд № 7012 выходит на Автозаводскую улицу.